# باربارا بیاوونس
باربارا بیاوُوُنس (لهستانی: Barbara Białowąs؛ زادهٔ ۲۰ اوت ۱۹۷۸) فیلم‌نامه‌نویس و کارگردان فیلم اهل لهستان است. وی رئیس انجمن سینماگران زن لهستان است.
از فیلم‌هایی که وی در آن‌ها نقش داشته‌است، می‌توان به عشق بزرگ، ۳۶۵ روز، ۳۶۵ روز: امروز و ۳۶۵ روز آینده اشاره نمود.